# Michail Nikolajewitsch Kusnezow (Ruderer)
Michail Nikolajewitsch Kusnezow (russisch Михаил Николаевич Кузнецов; * 4. Juni 1952 in Moskau) ist ein ehemaliger russisch-sowjetischer Ruderer und Olympiasieger.

## Karriere
Kusnezow startete bei den Olympischen Sommerspielen 1976 im Vierer mit Steuermann mit Wladimir Jeschinow, Nikolai Iwanow, Alexander Klepikow und dem Steuermann Alexander Lukjanow und gewann die Goldmedaille vor den Teams aus der DDR und der BRD. Bei den Ruder-Weltmeisterschaften 1977 auf der Bosbaan-Regattastrecke in Amsterdam gewannen die fünf Olympiasieger vom Vorjahr hinter dem DDR-Boot die Silbermedaille mit dem sowjetischen Achter.
Nach dem Gewinn der olympischen Goldmedaille wurde Kusnezow als Verdienter Meister des Sports der UdSSR ausgezeichnet. Bei den Sowjetischen Meisterschaften gewann Kusnezow zwei Mal die Goldmedaille: 1974 im Zweier ohne Steuermann und 1977 im Achter.

## Auszeichnungen
- 1976:  Verdienter Meister des Sports der UdSSR[1]
- 1976:  Ehrenzeichen der Sowjetunion[1]